# Ojuz Dorsa
Gli Ojuz Dorsa sono una struttura geologica della superficie di Venere.